# Le Cercueil
Le Cercueil è un comune francese di 156 abitanti situato nel dipartimento dell'Orne nella regione della Normandia.

## Società

### Evoluzione demografica
Abitanti censiti